# Муотаталь
Муотаталь (нем. Muotathal) — коммуна в Швейцарии, в кантоне Швиц, недалеко от перевала Прагель. 
Входит в состав округа Швиц. Население составляет 3556 человек (на 31 декабря 2007 года). Официальный код  —  1367.
В сентябре 1799 года здесь состоялось решающее сражение между отступавшими русскими войсками фельдмаршала Суворова и французской армией генерала Массены. Русские одержали победу, что позволило Суворову, таким образом, успешно выйти из окружения и закончить Швейцарский поход.